# Земская почта Полтавского уезда
Зе́мская по́чта Полта́вского уе́зда — земская почта, организованная земской управой Полтавского уезда Полтавской губернии. Земская почта Полтавского уезда существовала с 1 марта 1903 года. В уезде выпускались собственные земские почтовые марки.

## История почты
Полтавская уездная земская почта была открыта 01 марта 1903 года. Пересылка почтовых отправлений осуществлялась из уездного центра (города Полтавы) в 17 волостей уезда дважды в неделю. Оплата доставки частных почтовых отправлений производилась земскими почтовыми марками: простые письма оплачивались марками номиналом 3 копейки, заказные письма — 6 копеек.

## Выпуски марок

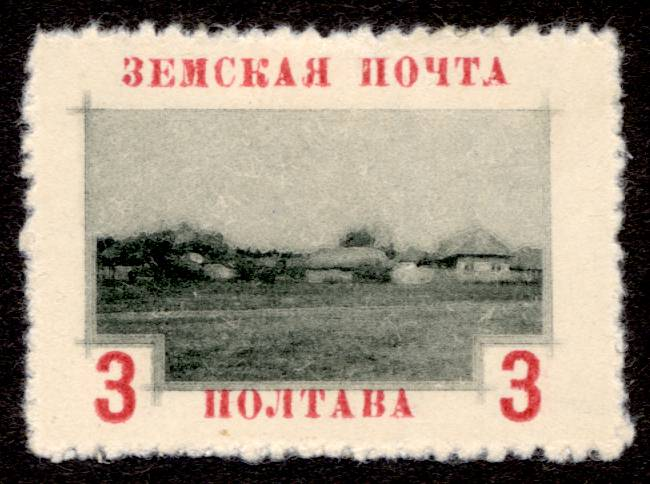
Марка Полтавского уезда, 1912 г.

Выпущенные в 1903 году полтавские земские почтовые марки были номиналом 1, 3, 6 и 10 копеек. Земские почтовые марки Полтавского уезда очень разнообразны как по способу печати, так и по назначению (служебные, для простых и заказных бандеролей, денежных почтовых отправлений и т. д.). Печать марок производилась в частных типографиях, а с 1905 года — в Экспедиции заготовления государственных бумаг. Рисунок многих выпусков включает изображение герба Полтавского уезда.

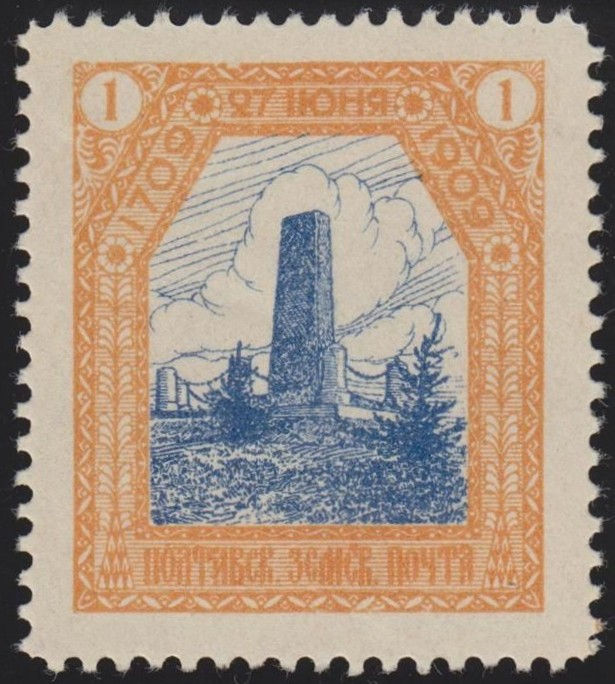
Памятная марка к 200-летию Полтавской битвы, 1909 г.

В 1908 году были изданы памятные марки, посвящённые 200-летию Полтавской битвы. 
Встречающиеся беззубцовые марки уезда имеют неофициальное происхождение и предназначались для коллекционеров.

## Гашение марок
Гашение марок осуществлялось круглыми, овальными и прямоугольными штемпелями.